# Doina Melinte

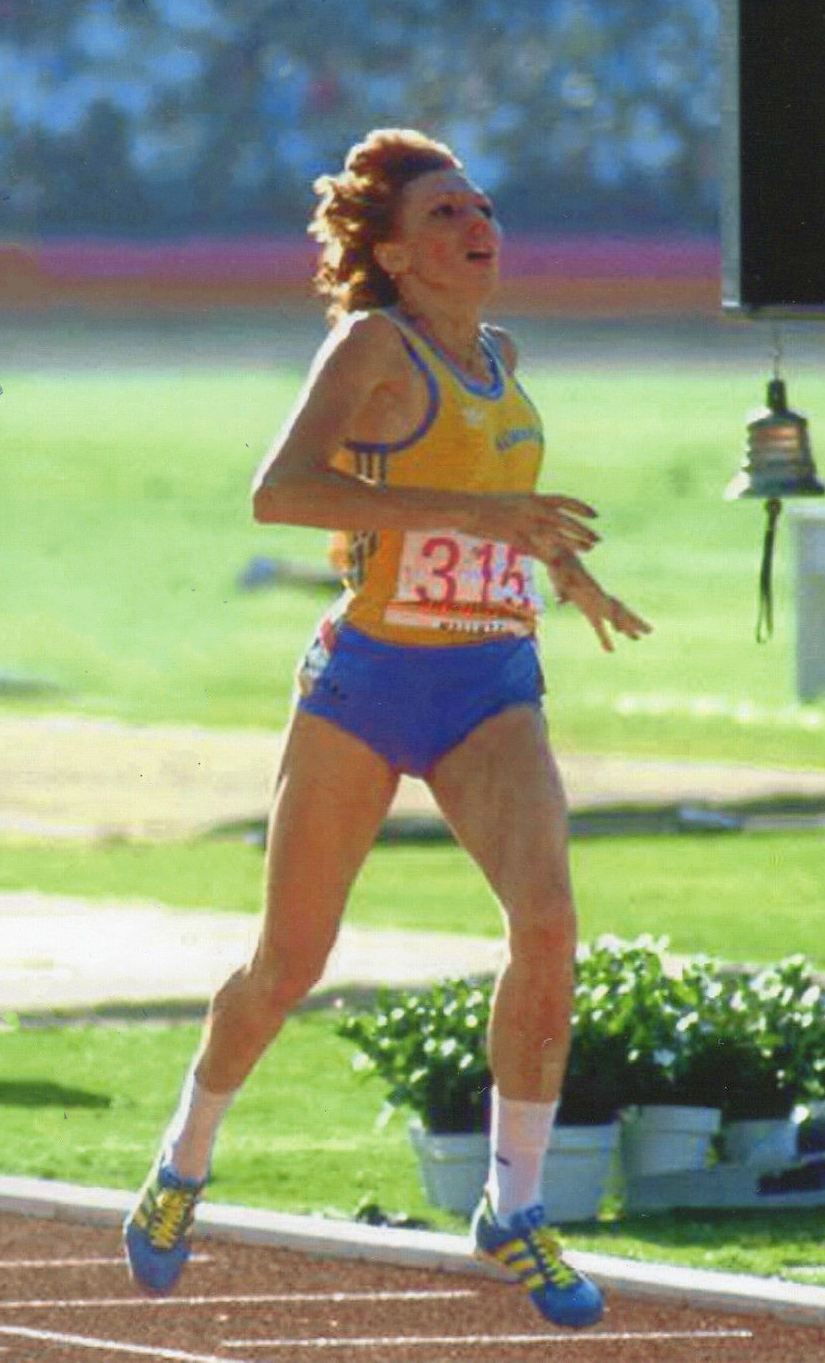
Doina Melinte nas olimpíadas de 1984

Doina Ofelia Beşliu-Melinte (Bacău, 27 de dezembro de 1956) é uma ex-atleta romena, especialista em provas de meio-fundo e que ganhou a medalha de ouro nos 800 metros dos Jogos Olímpicos de Verão de 1984.

## Melhores marcas pessoais

### Outdoor
| Prova       | Data                 | Local              | Marca     |
| ----------- | -------------------- | ------------------ | --------- |
| 800 metros  | 1 de agosto de 1982  | Bucareste, Roménia | 1:55,05 m |
| 1000 metros | 17 de agosto de 1990 | Berlim, Alemanha   | 2:31,85 m |
| 1500 metros | 12 de julho de 1986  | Bucareste, Roménia | 3:56.7 m  |
| Milha       | 14 de julho de 1990  | Oslo, Noruega      | 4:18,13 m |

### Indoor
| Prova       | Data                   | Local                               | Marca     |
| ----------- | ---------------------- | ----------------------------------- | --------- |
| 800 metros  | 8 de fevereiro de 1987 | Budapeste, Hungria                  | 1:59,00 m |
| 1500 metros | 9 de fevereiro de 1990 | East Rutherford, NJ, Estados Unidos | 4:00,27 m |
| Milha       | 9 de fevereiro de 1990 | East Rutherford, NJ, Estados Unidos | 4:17,14 m |